# Fubuki (lớp tàu khu trục)

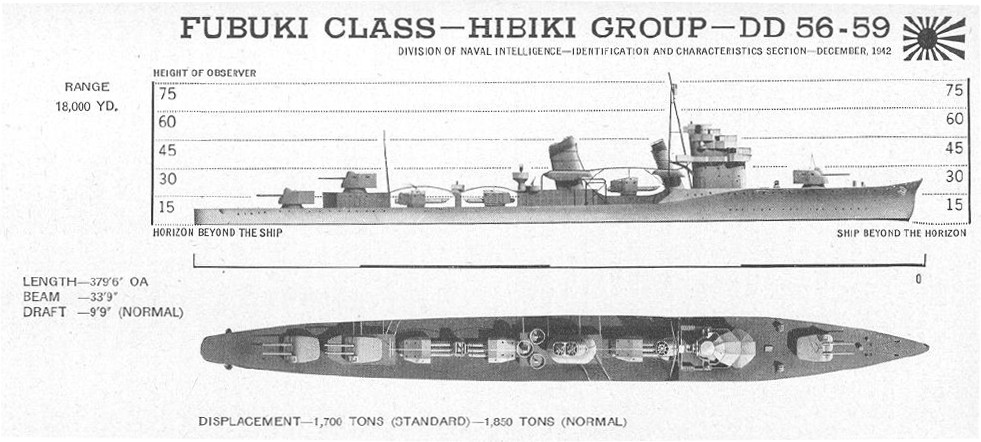
Sơ đồ mô tả lớp Fubuki của Văn phòng Tình báo Hải quân Hoa Kỳ

Lớp tàu khu trục Fubuki (tiếng Nhật: 吹雪型駆逐艦-Fubukigata kuchikukan) là một lớp bao gồm hai mươi bốn tàu khu trục hạng nhất của Hải quân Đế quốc Nhật Bản được chế tạo trong giai đoạn giữa hai cuộc thế chiến. Lớp Fubuki được xem là "những tàu khu trục hiện đại đầu tiên của thế giới", không chỉ đặt ra tiêu chuẩn cho tàu chiến của Nhật Bản, mà còn là của tàu khu trục khắp thế giới. Vào lúc mà tàu khu trục của Hải quân Hoàng gia Anh Quốc và Hoa Kỳ chỉ thay đổi đôi chút từ kiểu không có tháp pháo, súng nòng đơn và vũ khí nhẹ; các tàu khu trục Nhật Bản đã lớn hơn, vũ khí mạnh hơn, và nhanh hơn mọi thứ mà hải quân các nước khác từng sở hữu. Chúng tiếp tục là những tàu chiến mạnh mẽ cho đến cuối Chiến tranh thế giới thứ hai, cho dù đã cũ hơn nhiều so với nhiều đối thủ đương thời.

## Bối cảnh
Sau khi Chiến tranh Thế giới thứ nhất kết thúc, Bộ Tổng tham mưu Hải quân Đế quốc Nhật Bản đặt ra yêu cầu về một kiểu tàu khu trục có tốc độ tối đa 72 km/h (39 knot), có tầm hoạt động 7.400 km (4.000 hải lý) ở tốc độ đường trường 26 km/h (14 knot), và được trang bị một số lượng lớn ngư lôi Kiểu 8 vừa mới được phát triển. Những tàu khu trục này được dự định để hoạt động cùng loạt tàu tuần dương mới nhanh và mạnh mẽ vốn cũng đang được vạch kế hoạch, như một phần của chương trình có tham vọng cung cấp cho Hải quân Đế quốc Nhật Bản một ưu thế về chất lượng so với những tàu chiến hiện đại nhất của thế giới.
Kết quả là lớp Fubuki được đặt hàng vào năm tài chính 1923, và các con tàu được hoàn tất từ năm 1926 đến năm 1931. Khả năng thể hiện của chúng là một bước nhảy vọt so với các thiết kế tàu khu trục trước đó, nên chúng được gọi là các "tàu khu trục đặc biệt" (tiếng Nhật: 特型 - Tokugata). Kích thước lớn, động cơ mạnh mẽ, tốc độ cao, bán kính hoạt động lớn và vũ khí trang bị mạnh chưa từng có khiến cho các tàu khu trục này có được hỏa lực tương đương nhiều tàu tuần dương hạng nhẹ của hải quân các nước khác.
Những chiếc trong lớp Fubuki nguyên thủy chỉ được dự định mang một số ký hiệu lườn, do một số lượng lớn các tàu chiến mà Hải quân Nhật mong muốn chế tạo trong kế hoạch Hạm đội 8-8. Điều này tỏ ra rất không quen thuộc đối với thủy thủ đoàn, và là nguồn gốc của sự nhầm lẫn thường xuyên trong liên lạc đối với các lớp Kamikaze và Mutsuki trước đó. Vì thế chính sách của Hải quân thay đổi vào tháng 8 năm 1928. Vì vậy, những chiếc trong lớp Fubuki được mang sẵn những cái tên ngay khi chúng được hạ thủy.
Những tàu khu trục tương đương gần nhất của Hải quân Hoa Kỳ là lớp Porter có tính năng kém hơn hẳn và vũ khí trang bị nhẹ hơn, và chỉ có tám chiếc được chế tạo trong những năm 1930 để hoạt động như những tàu chỉ huy hải đội khu trục.

## Thiết kế
Thiết kế ban đầu của lớp Fubuki dựa trên một lườn tàu với trọng lượng rẽ nước tiêu chuẩn 2.000 tấn trang bị một khẩu pháo 127 mm (5-inch) duy nhất, hai bệ phóng ngư lôi 610 mm (24 inch) hai nòng (vừa được áp dụng cho lớp tàu khu trục Mutsuki), và có khả năng đạt được tốc độ tối đa 74 km/h (40 knot). Tiếp theo sau những giới hạn mà Hiếp ước Hải quân Washington đặt ra đối với việc vũ trang hải quân bắt đầu có hiệu lực từ năm 1923, thiết kế được cải tiến với trọng lượng rẽ nước tiêu chuẩn 1.680 tấn với thêm nhiều pháo và ống phóng ngư lôi. Tuy nhiên, sự gia tăng tải trọng của nó vượt quá mức có thể bù đắp từ các động cơ, đưa đến việc giảm tốc độ tối đa so với thiết kế ban đầu.
Dàn pháo chính bao gồm sáu khẩu hải pháo 127 mm (5 inch)/50 caliber Kiểu 3, bố trí thành cặp trên ba tháp pháo chống thời tiết, chống mảnh đạn và kín hơi, vốn rất tiên tiến vào thời đó. Trên 14 chiếc sau cùng của lớp, chúng được cải tiến thành kiểu pháo đa dụng, đối phó được với mục tiêu trên biển lẫn trên không, có thể nâng lên đến góc 70°, làm cho chúng trở thành những tàu khu trục đầu tiên trên thế giới có được khả năng này. Đạn pháo được cung cấp bằng cách nâng lên từ hầm đạn ngay bên dưới mỗi tháp pháo, nên có được tốc độ bắn nhanh hơn nhiều so với mọi tàu khu trục đương thời, tiêu biểu thường là được nạp đạn bằng tay.
Không giống như lớp tàu khu trục Minekaze trước đó, lớp Fubuki không có khoảng hở trên sàn tàu phía trước chứa các ống phóng ngư lôi phía trước. Thay vào đó, chúng được bố trí giữa các ống khói. Ban đầu, chúng mang theo ngư lôi Kiểu 8 trên ba bệ phóng ba nòng; nhưng sau đó được thay thế bằng loại ngư lôi Kiểu 93 "Long Lance" vận hành bằng oxygen nổi tiếng trong Thế Chiến II.
Nhằm gia tăng sự thoải mái và khả năng chiến đấu khi thời tiết xấu, sàn tàu phía trước được nâng cao, và cầu tàu được mở rộng và làm kín. Mũi tàu được cho loe ra đáng kể nhằm tăng cường sự bảo vệ đối với thời tiết khắc nghiệt tại Thái Bình Dương.
Từ tháng 6 năm 1928 đến tháng 3 năm 1933, hai mươi bốn chiếc tàu khu trục thuộc lớp Fubuki, thuộc ba nhóm hoặc lớp phụ khác nhau đã được chế tạo. Khi hoàn tất, lớp Fubuki có các tháp pháo 127 mm (5 inch) nòng đôi bố trí trên các vị trí "A", "X" và "Y", cùng các ống phóng ngư lôi ba nòng trên các vị trí "D", "P" và "Q", làm cho chúng trở thành những tàu khu trục mạnh mẽ nhất thế giới vào lúc chúng được hoàn tất.

## Sự phát triển
Nhóm đầu tiên, hoặc lớp phụ Fubuki, bao gồm mười chiếc đầu tiên được hoàn tất trong những năm 1928 và 1929, có cấu trúc đơn giản hơn những chiếc tiếp theo. Chúng có một máy đo tầm xa bố trí trên cầu tàu hoa tiêu, một phòng điều khiển hỏa lực bộc lộ, và được trang bị tháp pháo "Kiểu A" chỉ có thể nâng hai nòng pháo cùng một lúc và góc nâng tối đa chỉ đạt 40°. Nhóm những chiếc đầu tiên có thể phân biệt với những chiếc sau đó với đặc điểm không có các ống thông gió bên trên ống khói.
Nhóm thứ hai, hoặc lớp phụ Ayanami, được chế tạo trong những năm 1930 và 1931, có các cầu tàu lớn hơn để chứa một máy đo tầm xa và thiết bị đo góc phương vị, phòng điều khiển hỏa lực và một tháp đo khoảng cách. Thêm vào đó, ống hút gió cho các phòng nồi hơi được thay đổi từ dạng ống sang dạng bát. Chúng cũng được hưởng lợi từ việc sử dụng tháp pháo "Kiểu B" có khả năng nâng các nòng pháo độc lập với nhau và với góc nâng tối đa lên đến 75° để sử dụng vào mục đích phòng không, làm cho chúng trở thành những tàu khu trục đầu tiên trên thế giới có được khả năng này.
Nhóm thứ ba, mà một số tác giả xem chúng là lớp Akatsuki riêng biệt, được chế tạo từ năm 1931 đến năm 1933. Những chiếc này có nồi hơi lớn hơn và một ống khói phía trước hẹp hơn. Những sự cải biến bao gồm kiểu tháp ống phóng ngư lôi độc đáo chống lại được mảnh đạn, cho phép nạp lại ngư lôi trong chiến đấu, điều mà một số tàu khu trục phương Tây chưa có được thậm chí cho đến những năm 1990.
Tuy nhiên, lớp Fubuki cũng mắc phải một số vấn đề khiếm khuyết trong thiết kế. Một số lượng lớn vũ khí kết hợp với một lườn tàu có trọng lượng rẽ nước nhỏ hơn so với thiết kế nguyên thủy đã đưa đến vấn đề về độ ổn định. Sau sự kiện Tomozuru, trong đó những thiết kế nặng bên trên của nhiều tàu chiến Nhật Bản được cho là nguyên nhân của việc mất ổn định và đưa đến vụ lật úp tàu, các thùng giữ thăng bằng được bổ sung. Trong sự kiện hạm đội 4, khi mà một cơn bão đã gây hư hại hầu như toàn bộ mọi tàu chiến của Hạm đội 4 Hải quân Đế quốc Nhật Bản, những vấn đề về sự chịu đựng theo chiều dọc lườn tàu của lớp Fubuki bị phát hiện. Kết quả là, mọi con tàu trong lớp đều được tái cấu trúc trong những năm 1935-1937, và điều này đã làm tăng trọng lượng choán nước tiêu chuẩn thêm 2.050 tấn và hơn 2.400 tấn khi đầy tải. Việc tái cấu trúc cũng làm giảm tốc độ tối đa đôi chút.
Trong Thế Chiến II, khi những chiếc còn sống sót được gọi quay trở về chính quốc Nhật Bản để sửa chữa và tái trang bị, dàn hỏa lực phòng không được nâng cấp dần. Vào năm 1945, tháp pháo "X" được tháo dỡ trên những chiếc còn sống sót, tạo chỗ trống và làm nhẹ bớt thượng tầng để bổ sung thêm 14 khẩu pháo 25 mm Kiểu 96 phòng không, thêm hai súng máy 13 mm phòng không và 18 mìn sâu, cũng như được trang bị radar.

## Lịch sử hoạt động
Trong số 24 tàu khu trục thuộc lớp Fubuki được hoàn tất, Miyuki bị chìm trong một tai nạn va chạm vào năm 1934; số còn lại đã phục vụ trong cuộc Chiến tranh Thái Bình Dương. Năm 1943, chiếc tàu tuần tra phóng lôi PT-109 của Tổng thống tương lai John F. Kennedy đã bị húc chìm bởi một chiếc trong lớp này, chiếc Amagiri. Tám chiếc đã bị đánh chìm bởi tàu ngầm, và hai chiếc do trúng phải thủy lôi. Chỉ có Hibiki và Ushio sống sót qua cuộc chiến tranh. Hibiki bị Hải quân Liên Xô tịch thu như một chiến lợi phẩm và tiếp tục sử dụng cho đến năm 1964.

## Những chiếc trong lớp

### Kiểu I (Fubuki)
| Tên                    | Đặt lườn             | Hạ thủy              | Hoàn tất             | Số phận |
| ---------------------- | -------------------- | -------------------- | -------------------- | --- |
| Fubuki (吹雪) DD-35    | 19 tháng 6 năm 1926  | 15 tháng 11 năm 1927 | 10 tháng 8 năm 1928  | Bị đánh chìm ngoài khơi Guadalcanal 09°06′N 159°38′Đ / 9,1°N 159,633°Đ, 11 tháng 10 năm 1942                                                        |
| Shirayuki (白雪) DD-36 | 19 tháng 3 năm 1927  | 20 tháng 3 năm 1928  | 18 tháng 12 năm 1928 | Bị đánh chìm do không kích ngoài khơi eo biển Dampir 07°15′N 148°30′Đ / 7,25°N 148,5°Đ, 3 tháng 3 năm 1943                                          |
| Hatsuyuki (初雪) DD-37 | 12 tháng 4 năm 1927  | 29 tháng 9 năm 1928  | 30 tháng 3 năm 1929  | Bị đánh chìm do không kích ngoài khơi Buin 06°50′N 155°47′Đ / 6,833°N 155,783°Đ, 17 tháng 7 năm 1943                                                |
| Miyuki (深雪) DD-38    | 30 tháng 4 năm 1927  | 29 tháng 6 năm 1928  | 29 tháng 6 năm 1929  | Chìm do va chạm với Ikazuchi, phía Nam đảo Cheju 33°0′B 125°30′Đ / 33°B 125,5°Đ, 29 tháng 6 năm 1934                                                |
| Murakumo (叢雲) DD-39  | 25 tháng 4 năm 1927  | 27 tháng 9 năm 1928  | 10 tháng 5 năm 1929  | Bị đánh chìm ngoài khơi Guadalcanal 8°40′N 159°20′Đ / 8,667°N 159,333°Đ, 12 tháng 10 năm 1942                                                       |
| Shinonome (東雲) DD-40 | 12 tháng 8 năm 1926  | 26 tháng 11 năm 1927 | 25 tháng 7 năm 1928  | Chìm do trúng mìn ngoài khơi Miri 04°24′N 114°Đ / 4,4°N 114°ĐĐã đưa tham số không hợp lệ vào hàm {{#coordinates:}}, 17 tháng 12 năm 1941            |
| Usugumo (薄雲) DD-41   | 21 tháng 10 năm 1926 | 26 tháng 12 năm 1927 | 26 tháng 7 năm 1928  | Bị đánh chìm do ngư lôi ngoài khơi Etorofu 47°43′B 147°55′Đ / 47,717°B 147,917°Đ, 7 tháng 7 năm 1944                                                |
| Shirakumo (白雲) DD-42 | 27 tháng 10 năm 1926 | 27 tháng 12 năm 1927 | 28 tháng 7 năm 1928  | Bị đánh chìm do ngư lôi ngoài khơi mũi Erimo 42°25′B 144°55′Đ / 42,417°B 144,917°Đ, 16 tháng 3 năm 1944                                             |
| Isonami (磯波) DD-43   | 18 tháng 10 năm 1926 | 24 tháng 11 năm 1927 | 30 tháng 6 năm 1928  | Bị đánh chìm do ngư lôi phía Tây Nam Celebes 05°26′N 123°04′Đ / 5,433°N 123,067°Đ, 9 tháng 4 năm 1943                                               |
| Uranami (浦波) DD-44   | 28 tháng 4 năm 1927  | 29 tháng 11 năm 1928 | 30 tháng 6 năm 1929  | Bị đánh chìm do không kích phía Tây Panay 11°50′B 123°Đ / 11,833°B 123°ĐĐã đưa tham số không hợp lệ vào hàm {{#coordinates:}}, 26 tháng 10 năm 1944 |

### Kiểu II (Ayanami)
| Tên                    | Đặt lườn             | Hạ thủy              | Hoàn tất             | Số phận |
| ---------------------- | -------------------- | -------------------- | -------------------- | --- |
| Ayanami (綾波) DD-45   | 20 tháng 1 năm 1928  | 5 tháng 10 năm 1929  | 30 tháng 4 năm 1930  | Bị đánh chìm ngoài khơi Guadalcanal 09°10′N 159°52′Đ / 9,167°N 159,867°Đ, 15 tháng 11 năm 1942                                                            |
| Shikinami (敷浪) DD-46 | 6 tháng 7 năm 1928   | 22 tháng 6 năm 1929  | 24 tháng 12 năm 1929 | Bị đánh chìm do ngư lôi phía Nam đảo Hải Nam 18°16′B 114°40′Đ / 18,267°B 114,667°Đ, 12 tháng 9 năm 1944                                                   |
| Asagiri (朝霧) DD-47   | 12 tháng 12 năm 1928 | 18 tháng 11 năm 1929 | 30 tháng 6 năm 1930  | Bị đánh chìm do không kích ngoài khơi Guadalcanal 08°N 160°10′Đ / 8°N 160,167°ĐĐã đưa tham số không hợp lệ vào hàm {{#coordinates:}}, 28 tháng 8 năm 1942 |
| Yūgiri (夕霧) DD-48    | 1 tháng 4 năm 1929   | 12 tháng 5 năm 1930  | 3 tháng 12 năm 1930  | Bị đánh chìm tại miền Trung Solomons 04°44′N 154°Đ / 4,733°N 154°ĐĐã đưa tham số không hợp lệ vào hàm {{#coordinates:}}, 25 tháng 11 năm 1943             |
| Amagiri (天霧) DD-49   | 28 tháng 11 năm 1928 | 27 tháng 2 năm 1930  | 10 tháng 11 năm 1930 | Chìm do trúng mìn phía Nam eo biển Makassar 02°10′N 116°45′Đ / 2,167°N 116,75°Đ, 23 tháng 4 năm 1944                                                      |
| Sagiri (狭霧) DD-50    | 28 tháng 3 năm 1929  | 23 tháng 12 năm 1929 | 30 tháng 1 năm 1931  | Bị đánh chìm do ngư lôi ngoài khơi Kuching 01°34′B 110°21′Đ / 1,567°B 110,35°Đ, 24 tháng 12 năm 1941                                                      |
| Oboro (朧) DD-51       | 29 tháng 11 năm 1929 | 8 tháng 11 năm 1930  | 31 tháng 10 năm 1931 | Bị đánh chìm do không kích ngoài khơi đảo Kiska 52°17′B 178°08′Đ / 52,283°B 178,133°Đ, 16 tháng 10 năm 1942                                               |
| Akebono (曙) DD-52     | 25 tháng 10 năm 1929 | 7 tháng 11 năm 1930  | 31 tháng 7 năm 1931  | Bị đánh chìm do không kích trong vịnh Manila 14°35′B 120°50′Đ / 14,583°B 120,833°Đ, 13 tháng 11 năm 1944                                                  |
| Sazanami (漣) DD-53    | 21 tháng 2 năm 1930  | 6 tháng 6 năm 1931   | 19 tháng 5 năm 1932  | Bị đánh chìm do ngư lôi phía Đông Palau 05°15′B 141°15′Đ / 5,25°B 141,25°Đ, 14 tháng 1 năm 1944                                                           |
| Ushio (潮) DD-54       | 24 tháng 12 năm 1929 | 17 tháng 11 năm 1930 | 14 tháng 11 năm 1931 | Đầu hàng Đồng Minh 15 tháng 9 năm 1945; tháp dỡ 1948 |

### Kiểu III (Akatsuki)
| Tên           | Đặt lườn            | Hạ thủy              | Hoàn tất             | Số phận                                                                                             |
| ------------- | ------------------- | -------------------- | -------------------- | --------------------------------------------------------------------------------------------------- |
| Akatsuki (暁) | 17 tháng 2 năm 1930 | 7 tháng 5 năm 1932   | 30 tháng 11 năm 1932 | Bị đánh chìm ngoài khơi Guadalcanal 09°17′N 159°56′Đ / 9,283°N 159,933°Đ, 13 tháng 11 năm 1942      |
| Inazuma (電)  | 7 tháng 3 năm 1930  | 25 tháng 2 năm 1932  | 15 tháng 11 năm 1932 | Bị đánh chìm do ngư lôi phía Tây Celebes 05°08′B 119°38′Đ / 5,133°B 119,633°Đ, 14 tháng 5 năm 1944  |
| Ikazuchi (雷) | 7 tháng 3 năm 1930  | 22 tháng 10 năm 1931 | 15 tháng 8 năm 1932  | Bị đánh chìm do ngư lôi phía Tây Guam 10°13′B 143°51′Đ / 10,217°B 143,85°Đ, 13 tháng 4 năm 1944     |
| Hibiki (響)   | 21 tháng 2 năm 1930 | 16 tháng 6 năm 1932  | 31 tháng 3 năm 1933  | Đầu hàng Đồng Minh 15 tháng 9 năm 1945; chiến lợi phẩm cho Liên Xô 5 tháng 7 năm 1947; tháo dỡ 1963 |